# Ла Вја (Ла Специја)
Ла Вја је насеље у Италији у округу Ла Специја, региону Лигурија.
Према процени из 2011. у насељу је живело 26 становника. Насеље се налази на надморској висини од 236 м.